# Deivid Washington
Deivid Washington de Souza Eugênio (Itumbiara, Goiás, Brasil, 5 de junio de 2005) es un futbolista brasileño que juega de delantero en el Santos F. C..

## Trayectoria
Nacido en Minas Gerais, se incorporó al Grêmio a los ocho años, antes de pasar al Santos F. C. tres años más tarde. Fue el ex internacional brasileño Marcos Assunção quien lo introdujo en el club paulista, donde empezó a causar sensación en el Campeonato Brasileño Sub-17.
A los 16 años firmó su primer contrato profesional con el club, que al parecer incluía una cláusula liberatoria de 100 millones de reales y le vinculaba al club durante los tres años siguientes.
En 2022 fue el máximo goleador del Campeonato Paulista Sub-17, con 16 goles, además de marcar 6 en el Campeonato Brasileño de esta categoría de edad. También juega con el equipo sub-20 desde 2021 con el que marcó 17 goles entre el Campeonato Paulista de Futebol sub-20 y los torneos nacionales de 2022.
El 24 de agosto de 2023, se convirtió en refuerzo del Chelsea F. C. de la Premier League, a cambio de unos 16 millones de dólares, y firmó contrato hasta el 2030.

## Estadísticas

### Clubes
Actualizado al último partido disputado el 6 de enero de 2024.
| Club                     | Div.          | Temporada     | Liga  | Liga  | Liga   | Copas nacionales | Copas nacionales | Copas nacionales | Copas internacionales | Copas internacionales | Copas internacionales | Total | Total | Total  |
| Club                     | Div.          | Temporada     | Part. | Goles | Asist. | Part.            | Goles            | Asist.           | Part.                 | Goles                 | Asist.                | Part. | Goles | Asist. |
| ------------------------ | ------------- | ------------- | ----- | ----- | ------ | ---------------- | ---------------- | ---------------- | --------------------- | --------------------- | --------------------- | ----- | ----- | ------ |
| Santos F. C. · Brasil    | 1.ª           | 2023          | 9     | 2     | 0      | 3                | 0                | 0                | 4                     | 0                     | 0                     | 16    | 2     | 0      |
| Santos F. C. · Brasil    | Total club    | Total club    | 9     | 2     | 0      | 3                | 0                | 0                | 4                     | 0                     | 0                     | 16    | 2     | 0      |
| Chelsea F. C. Inglaterra | 1.ª           | 2023-24       | 1     | 0     | 0      | 1                | 0                | 0                | —                     | —                     | —                     | 2     | 0     | 0      |
| Chelsea F. C. Inglaterra | Total club    | Total club    | 1     | 0     | 0      | 1                | 0                | 0                | 0                     | 0                     | 0                     | 2     | 0     | 0      |
| Santos F. C. · Brasil    | 1.ª           | 2024-25       | 0     | 0     | 0      | 0                | 0                | 0                | 0                     | 0                     | 0                     | 0     | 0     | 0      |
| Santos F. C. · Brasil    | Total club    | Total club    | 0     | 0     | 0      | 0                | 0                | 0                | 0                     | 0                     | 0                     | 0     | 0     | 0      |
| Total carrera            | Total carrera | Total carrera | 10    | 2     | 0      | 4                | 0                | 0                | 4                     | 0                     | 0                     | 18    | 2     | 0      |

## Palmarés

### Títulos internacionales
| Título                         | Equipo              | País      | Año  |
| ------------------------------ | ------------------- | --------- | ---- |
| Campeonato Sudamericano Sub-20 | Selección de Brasil | Venezuela | 2025 |